# Orhan Pamuk
Ферит Орхан Памук (Истанбул, 7. јун 1952) је турски писац и нобеловац. Dobitnik je Nobelove nagrade za književnost 2006. i Nagrade za mir 2005. na frankfurtskom sajmu knjiga. Rodio se 7. juna 1952. u Istanbulu. Jedan od najistaknutijih turskih romanopisaca, njegovo delo je prodato u više od trinaest miliona primeraka na šezdeset tri jezika, što ga čini najprodavanijim piscem u zemlji. Dobitnik je međunarodne književne nagrade Milovan Vidaković 2016. godine i nagrade „Književni plamen” 2017. godine.
Pamuk je tesno povezan s postmodernom književnošću. Jedan je od najpoznatijih turskih pisaca, i dela su mu prevedena na već više od trideset jezika. Dana 12. oktobra 2006. dobio je Nobelovu nagradu. On je prvi dobitnik Nobelove nagrade za književnost iz Turske, a u obrazloženju Švedske akademije nauka kaže se:
...u potrazi za melanholičnim duhom svog rodnog grada, otkrio nove simbole sudara i prožimanja raznih kultura
Pamuk je autor romana među kojima su Tiha kuća, Bela tvrđava, Crna knjiga, Novi život, Zovem se Crveno, Sneg, Muzej nevinosti, Čudan osećaj u meni, Žena crvene kose i drugi. On je Robert Jik-Fong Tam profesor humanističkih nauka na Univerzitetu Kolumbija, gde predaje pisanje i komparativnu književnost. U Američko filozofsko društvo je izabran 2018. godine.
Delimično čerkeškog porekla i rođen u Istanbulu, Pamuk je prvi turski nobelovac. Dobitnik je i brojnih drugih književnih nagrada. Delo Moje ime je crveno je osvojilo Nagradu za najbolju stranu knjigu 2002, Nagradu Grinzane Kavour 2002, i Međunarodnu književnu nagradu u Dablinu 2003. godine.
Evropski parlament pisaca nastao je kao rezultat zajedničkog predloga Pamuka i Hozea Saramaga. Pamukova spremnost da piše knjige o spornim istorijskim i političkim događajima dovela ga je u opasnost od cenzure u njegovoj domovini. Godine 2005, ultranacionalistički advokat ga je tužio zbog izjave u vezi sa genocidom nad Jermenima u Otomanskom carstvu. Njegova namera je, prema rečima samog Pamuka, bila da istakne pitanja koja se odnose na slobodu govora u zemlji njegovog rođenja. Sud je prvobitno odbio da sasluša slučaj, ali je 2011. godine Pamuku naloženo da plati 6.000 lira ukupne odštete zbog uvrede časti tužilaca.

## Rani život
Pamuk je rođen u Istanbulu, 1952. godine, i odrastao je u bogatoj, ali slabećoj porodici više klase; iskustvo koje usputno opisuje u svojim romanima Crna knjiga i Dževdet beg i njegovi sinovi, kao i detaljnije u svojim ličnim memoarima Istanbul: sećanja i grad. Pamukova baka po ocu bila je čerkeskinja. On je obrazovan se u srednjoj školi Robert koledž u Istanbulu, i studirao je arhitekturu na Tehničkom univerzitetu u Istanbulu, jer je to bilo povezano sa njegovom stvarnom karijerom koju je želeo da ima, u oblasti slikarstva. Međutim, napustio je arhitektonsku školu nakon tri godine da bi postao pisac sa punim radnim vremenom i diplomirao na Institutu za novinarstvo na Univerzitetu u Istanbulu 1976. Od 22. do 30. godine, Pamuk je živeo sa majkom, pišući svoj prvi roman i pokušavajući da pronađe izdavača. On sebe opisuje kao kulturnog muslimana koji povezuje istorijsku i kulturnu identifikaciju sa religijom mada ne veruje u ličnu vezu sa Bogom.

## Rad
On je počeo da redovno piše 1974. godine. Njegov prvi roman, Karanlık ve Işık (Tama i svetlost) bio je kopobednik takmičenja za novele Milijet Presa 1979 (Mehmet Eroglu je bio drugi pobednik). Ovaj roman je objavljen pod naslovom Cevdet Bey ve Oğulları (Gospodin Dževdet i njegovi sinovi) 1982. godine, a dobio je nagradu za roman Orhan Kemal 1983. godine. Priča o tri generacije bogate istanbulske porodice koje žive u Nišantašiju, okrugu Istanbula gde je Pamuk odrastao.
Pamuk je osvojio brojne nagrade kritike za svoje rane radove, uključujući nagradu Madarali za roman iz 1984. za svoj drugi roman Sessiz Ev (Tiha kuća) i Evropsku nagradu za otkriće 1991. za francuski prevod ovog romana. Njegov istorijski roman Beyaz Kale (Beli zamak), objavljen na turskom jeziku 1985. godine, osvojio je 1990. Nezavisnu nagradu za stranu fikciju i ojačao njegovu reputaciju u inostranstvu. Dana 19. maja 1991, Njujork Tajmsov pregled knjige je naveo: „Nova zvezda je uzdigla na istoku — Orhan Pamuk.“ On je počeo je da eksperimentiše sa postmodernim tehnikama u svojim romanima, što je promena u odnosu na striktni naturalizam njegovih ranih dela.
Popularnom uspehu je trebalo malo duže da zahvati Pamuka, ali njegov roman Kara Kitap (Crna knjiga) iz 1990. postao je jedna od najkontroverznijih i najpopularnijih knjiga u turskoj književnosti, zbog svoje složenosti i bogatstva. Godine 1992. napisao je scenario za film Gizli Yüz (Tajno lice), prema Kari Kitapu, u režiji istaknutog turskog reditelja Omera Kavura. Pamukov peti roman Yeni Hayat (Novi život) izazvao je senzaciju u Turskoj nakon objavljivanja 1994. godine i postao najbrže prodavana knjiga u turskoj istoriji. Do tog vremena, Pamuk je takođe postao istaknuta ličnost u Turskoj, zbog svoje podrške kurdskim političkim pravima. Godine 1995, Pamuk je bio među grupom autora kojima je suđeno za pisanje eseja koji su kritikovali tretman Turske prema Kurdima. Godine 1999, Pamuk je objavio svoju knjigu eseja Öteki Renkler (Druge boje).
Godine 2019, 66-godišnji dobitnik Nobelove nagrade održao je izložbu svojih fotografija Istanbula snimljenih sa njegovog balkona pod nazivom „Balkon: fotografije Orhana Pamuka“. Izložba je prikazivala „suptilan i stalno promenljiv pogled na Istanbul” koji je Pamuk fotografisao sa svog balkona koristeći teleobjektiv. Kustos je bio Gerhard Štajdl, nemački izdavač njegove knjige fotografija Balkon, izložba je trajala tri meseca u zgradi kulture i umetnosti Japı Kredi u prepunoj istanbulskoj ulici Istiklal. Sadržala je više od 600 fotografija u boji odabranih od preko 8.500 koje je Pamuk snimio tokom petomesečnog perioda krajem 2012. i početkom 2013. godine, u onome što je galerija opisala kao „period intenzivne kreativnosti”.

## Sukob sa turskim vlastima
Pamuk je zbog svojih izjava da je nad Jermenima u Turskoj izvršen pogrom (tzv. Genocid nad Jermenima) i da se slično dešava i sa Kurdima danas došao u sukob sa turskom državom. Protiv njega je podignuta optužnica, a nacionalistički i fundamentalistički krugovi su ga optužili za izdaju. Sudski proces je, pod pritiskom svetske javnosti, okončan oslobađajućom presudom. Njegova izjava zbog koje je protiv njega podignuta optužnica glasi:
U ovoj zemlji(Turskoj) pobijeno je 30.000 Kurda i 1.000.000 Jermena, a niko se, osim mene, ne usuđuje da o tome govori

## Dela prevedena na srpski jezik
- Bela tvrđava (Beyaz Kale), prevod: Ivan Panović, Geopoetika, Beograd 2002.
- Novi život (Yeni Hayat), prevod: Ivan Panović, Geopoetika, Beograd 2004. Prevod nagrađen nagradom Udruženja književnih prevodilaca Srbije, "Miloš N. Đurić", 2004.
- Zovem se Crveno (Benim Adım Kırmızı), prevod: Ivan Panović, Geopoetika, Beograd 2006.
- Istanbul: Uspomene i grad, prevela Mirjana Marinković, Geopoetika, Beograd 2006.
- Dževdet-beg i njegovi sinovi (Cevdet bey ve ogullari), za srpsko izdanje preveo s turskog Enver Ibrahimkadić, Geopoetika, Beograd 2007.
- Sneg, prevod: Ivan Panović, Geopoetika, Beograd 2007.
- Crna knjiga (Kara Kitap), prevod: Mirjana Marinković, Geopoetika, Beograd 2008.
- Muzej nevinosti (Masumiyet Müzesi), prevela Mirjana Marinković, Geopoetika, Beograd 2008.
- Druge boje (Öteki Renkler), prevod: Mirjana Marinković, Geopoetika, Beograd 2011.
- Tiha kuća (Sessiz Ev), prevod: Mirjana Marinković, Geopoetika, Beograd 2013.

## Literatura
- Ángel Gurría-Quintana (2005). „Orhan Pamuk, The Art of Fiction No. 187”. The Paris Review. Fall/Winter 2005 (175).

## Spoljašnje veze
- Orhan Pamuk dobitnik Nobelove nagrade za književnost (језик: српски)
- Biti pisac i umetnik znači reći ne („Politika”, 19. decembar 2016)
- Neobjavljeni rukopisi nobelovca Orhana Pamuka („Večernje novosti”, 4. novembar 2018)
- The comprehensive website on Orhan Pamuk
- Orhan Pamuk на сајту
- Orhan Pamuk at Nobelprize.org - prize announcement
- List of Works
- Orhan Pamuk at The New York Review of Books (article archive)
- Documentary about Pamuk and The Armenian Genocide at the ABC
- Orhan Pamuk на веб-сајту  (језик: енглески)
- Urdu Translations of Orhan Pamuk's books Архивирано на веб-сајту  (2. јул 2022), Jumhoori Publications
- List of Published Books